# Allacta diagrammatica
Allacta diagrammatica är en kackerlacksart som först beskrevs av Hanitsch 1923.  Allacta diagrammatica ingår i släktet Allacta och familjen småkackerlackor. Inga underarter finns listade i Catalogue of Life.